# Chihuahuan Desert Nature Trail
Le Chihuahuan Desert Nature Trail est un sentier de randonnée américain dans le comté de Brewster, au Texas. Il est entièrement situé au sein du parc national de Big Bend.